# Vlad Țepeș
Vlad III, més conegut com a Vlad Țepeș (Vlad l'Empalador) o Vlad Dràcula (en romanès: Vlad Drăculea; Sighișoara, Transsilvània; 1428/1431 - 1476/1477) fou príncep de Valàquia i un heroi nacional de Romania.

## Príncep de Valàquia
Fou el segon fill legítim de Vlad II Dracul, qui era fill il·legítim de Mircea I de Valàquia i es convertí en príncep de Valàquia en 1436. Com que tenia l'edat suficient per ser candidat al tron de Valàquia el 1448, l'època de naixement de Vlad hauria estat entre 1428 i 1431. Vlad va néixer probablement després que el seu pare s'instal·lés a Transsilvània el 1429. L'historiador Radu Florescu escriu que Vlad va néixer a la ciutat de Sighișoara (aleshores al Regne d'Hongria), on el seu pare vivia en una casa de pedra de tres pisos des del 1431 fins al 1435. Els historiadors moderns identifiquen la mare de Vlad com a filla o parent d'Alexandre I de Moldàvia o com la primera esposa desconeguda del seu pare.
Vlad II Dracul es va apoderar de Valàquia després de la mort del seu germanastre Alexandre I Aldea el 1436. Un de les seves cartes (que es van emetre el 20 de gener de 1437) conserva la primera referència a Vlad III i al seu germà gran, Mircea, esmentant-los com els «fills primogènits» del seu pare. Van ser esmentats en quatre documents més entre 1437 i 1439. L'última de les quatre cartes també fa referència al seu germà petit, Radu.
Després d'una reunió amb Joan Hunyadi, voivoda de Transsilvània, Vlad II Dracul no va donar suport a una invasió otomana de Transsilvània el març de 1442. El Sultà otomà, Murat II, li va ordenar que anés a Gal·lípoli per demostrar la seva lleialtat. Vlad i Radu van acompanyar el seu pare a l'Imperi Otomà, on tots van ser empresonats. Vlad Dracul va ser alliberat abans de finals d'any, però Vlad i Radu van romandre ostatges per assegurar-se la lleialtat del seu pare. Van ser tancats a la fortalesa d'Eğrigöz (ara Doğrugöz), segons les cròniques otomanes contemporànies. Les seves vides estaven especialment en perill després que el seu pare recolzés a Ladislau, rei de Polònia i Hongria, contra l'Imperi Otomà durant la Croada de Varna el 1444. Vlad II Dracul estava convençut que els seus dos fills serien "massacats per la pau cristiana", però ni Vlad ni Radu va ser assassinats o mutilats després de la rebel·lió del seu pare.
Vlad Dracul va reconèixer una altra vegada la sobirania del sultà i va prometre pagar-li un tribut anual el 1446 o el 1447. Joan Hunyadi (que aleshores s'havia convertit en el regent-governador d'Hongria el 1446), va envair Valàquia el novembre de 1447. L'historiador romà d'Orient Michael Critobulus va escriure que Vlad i Radu van fugir a l'Imperi Otomà, la qual cosa suggereix que el sultà els havia permès tornar a Valàquia després que el seu pare li retés homenatge. Vlad Dracul i el seu fill gran, Mircea, foren assassinats. Hunyadi va col·locar al tron a Vladislau II, cosí segon de Vlad.
A la mort del seu pare i el seu germà gran, Vlad es va convertir en un potencial candidat al tro de Valàquia. Vladislau II de Valàquia va acompanyar Joan Hunyadi, que va llançar una una campanya militar contra els otomans el setembre de 1448. Aprofitant l'absència del seu oponent, Vlad va irrompre a Valàquia al capdavant d'un exèrcit otomà a principis d'octubre. Va haver d'acceptar que els otomans havien capturat la fortalesa de Giurgiu al Danubi i el va enfortir.
Els otomans van derrotar l'exèrcit d'Hunyadi a la Batalla de Kosovo entre el 17 i el 18 d'octubre. El diputat de Hunyadi, Nicolau Vízaknai, va instar Vlad a anar a conèixer-lo a Transsilvània, però Vlad ho va rebutjar. Vladislau II va tornar a Valàquia al capdavant de les restes del seu exèrcit. Vlad es va veure obligat a fugir a l'Imperi Otomà el 7 de desembre de 1448.
La derrota a Kosovo impedí que els estats europeus poguessin enviar un ajut militar significatiu als romans d'Orient durant la conquesta otomana de Constantinoble el 1453. Vlad va irrompre a Valàquia amb el recolzament dels otomans a octubre, però Vladislau va tornar i Vlad va buscar refugi a la cort otomana abans del final d'aquell mateix any. Vlad va anar a Moldàvia el 1449 o 1450 i més tard a Hongria.
Les relacions entre Hongria i Vladislau es van anar deteriorant amb el pas del temps, i el 1456, Vlad va envair Valàquia amb el recolzament dels hongaresos. Vladislau va morir lluitant contra ell. Vlad va començar una purga entre els boiars valacs per enfortir la seva posició. Va entrar en conflicte amb els saxons de Transsilvània, que van donar suport als seus oponents, Dan i Basarab Laiotă (els quals eren germans de Vladislau), i el mig-germà il·legítim de Vlad, Vlad el Monjo. Vlad va saquejar les aldees saxones, portant els capturats a Valàquia, on va manar empalar-los (el que va inspirar el seu cognomen). La pau fou restablerta el 1460.
El sultà otomà, Mehmet II va ordenar a Vlad rendir-li homenatge personalment, però aquest va fer capturar i empalar als dos emissaris del sultà. El febrer de 1462 va atacar el territori otomà i va massacrar a desenes de milers de turcs i búlgars. Mehmet va llençar una campanya en contra de Valàquia per reemplaçar a Vlad pel seu germà Radu. Vlad va intentar capturar el sultà a Târgoviște durant la nit del 16 al 17 de juny de 1462. El sultà i el principal exèrcit otomà van abandonar Valàquia, però cada vegada més valacs van abandonar Radu. Vlad fou a Transsilvània a buscar l'ajuda de Maties Corví, rei d'Hongria, a finals del 1462, però el rei va manar capturar-lo.
Vlad va estar captiu a Visegrád des del 1463 fins a 1475. Durant aquest període, les anècdotes sobre la seva crueltat van començar a estendre's a Alemanya i Itàlia. Fou alliberat a petició d'Esteve III de Moldàvia a l'estiu de 1475. Va lluitar a l'exèrcit de Corví contra els otomans a Bosnia a principis de 1476. Les tropes hongareses i moldaves van ajudar que Basarab Laiotă, el qual va destronar Radu, abandonés Valàquia el novembre de 1476. Basarab va tornar amb el recolzament otomà abans del final de l'any. Vlad fou assassinat enmig d'una batalla abans del 10 de gener de 1477.

## Nom

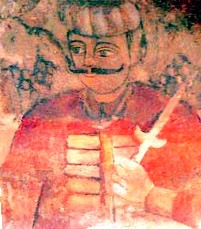
El pare de Vlad, Vlad Dracul.

El nom Dràcula, que ara es coneix principalment com el nom d'un vampir, va ser conegut durant segles com el sobrenom de Vlad III. Els informes diplomàtics i les històries populars es referien a ell com a Dracula, Dracuglia o Drakula ja al segle xv. Ell mateix va signar les seves dues cartes com "Dragulya" o "Drakulya" a finals de la dècada de 1470. El seu nom va tenir el seu origen en el sobrenom del seu pare, Vlad Dracul ("Vlad el Drac" en romanès medieval), que el va rebre després de convertir-se en membre de l'Ordre del Drac. Dràcula és la forma genitiva eslava de Dracul, que significa "[el fill] de Dracul (o el Drac)". En romanès modern, dracul significa "el diable", que va contribuir a la reputació de Vlad.
Vlad III és conegut com a Vlad Țepeș (o Vlad l'empalador) a la historiografia romanesa. Aquest sobrenom està connectat amb l'empalador que era el seu mètode preferit d'execució. L'escriptor otomà Tursun Beg es va referir a ell com Kazıklı Voyvoda (Senyor Empalador) cap al 1500. Mircea el pastor, voivoda de Valàquia, va utilitzar aquest sobrenom quan es referia a Vlad III en una carta de concessió l'1 d'abril de 1551.

## La llegenda deDràcula
Els llibres que descriuen els actes cruels de Vlad es troben entre les primeres supervendes dels territoris de parla alemanya. A Rússia, les històries populars suggerien que Vlad va poder reforçar el govern central només aplicant càstigs brutals, i la majoria dels historiadors romanesos van adoptar una opinió similar al segle xix. L'escriptor irlandès Bram Stoker es va inspirar en ell per a crear el seu personatge del vampir Comte Dràcula, el qual donaria lloc gran quantitat de pel·lícules.
El mite de Vlad l'Empalador va servir a Bram Stoker com a inspiració, molt vaga i llunyana, a l'hora d'escriure la seva novel·la Dràcula, així com la figura d'Elisabet Bathory, una noble del segle xvii, que bevia sang de noies verges, sota la creença d'obtenir així la vida de les noies a les quals extreia la sang.
Tot i que el llibre l'hem d'enquadrar com una obra romàntica de començaments de segle xix, es vol basar en un mite que l'autor desconeixia del tot. El relat de Stoker parla d'un príncep de Transsilvània. Vlad Țepeș, tot i néixer a la ciutat de Sighişoară, mai no va governar en aquesta regió (ja que aquesta es trobava sota domini de la noblesa hongaresa transsilvana), sinó al sud, al principat de Valàquia (que està integrat per les regions d'Oltènia i Muntènia). D'altra banda, tot i la seva suposada crueltat, Vlad Țepeș va ser un príncep del seu temps, i es va destacar per ser un aferrissat fidel del cristianisme ortodox, implantant un règim dur, basat en un concepte molt particular de justícia divina, que defensava els justos i castigava els pecadors. Bram Stoker també es va equivocar en posar nom al seu vampir, ja que en parlar de Dràcula, al·ludia a Vlad Dràcul (Vlad el Drac), que tenia aquest apel·latiu per pertànyer com a cavaller a l'orde del Drac, tot referint-se al seu fill Vlad Țepeș.

## Vlad l'Empalador en la cultura popular

### Teatre
L'obra A Treia țeapă (1978) va ser escrita per Marin Sorescu i posada en escena en l'apogeu del règim totalitari de Nicolae Ceaușescu. Es va centrar en la crueltat i el fracàs final del poder absolut de l'històric Vlad Țepeș.

### Cinema
- Vlad Țepeș (1979), pel·lícula de drama històric rumanès dirigida per Doru Năstase amb Ștefan Sileanu como a Vlad, on és retratat amb un to positiu.[33]
- A Dracula Untold (2014) la trama de la pel·lícula s'acosta força a la història real; evidentment traient la part de fantasia, i la batalla final en què venç Mehmet II.[34]
- La producció turca «Deliler» (2018) és una visió diferent, possiblement una de les menys allunyades de les cròniques històriques, però molt enfocada a la versió turca d'aquella història.[34]

### Televisió
- Dark Prince: The true story of Dracula (2000), pel·lícula de televisió nord-americana de terror i guerra estrenada a Halloween, on Rudolph Martin va interpretar Vlad.[35]
- Vlad Țepeș (interpretat per Paul Rhys) apareix a Da Vinci's Demons (2013-2015), una sèrie històrica de fantasia dramàtica que presenta un relat fictici dels primers anys de vida de Leonardo da Vinci.[36]

### Novel·les
- A la novel·la lleugera i la sèrie d'anime Fate/Apocrypha, Vlad III apareix sota el títol de "Lancer of Black". En aquesta encarnació, és un Esperit heroic, o Servent; Vlad és convocat per lluitar en un esdeveniment anomenat Gran Guerra del Sant Grial, al costat (i contra) d'altres herois convocats. Té la capacitat de recrear i convocar el "bosc dels empalats", però també l'habilitat de transformar-se en un vampir, per l'associació del seu nom amb el Dràcula de Bram Stoker, que menysprea.[37]

### Còmics
- Vlad Țepeș és el protagonista d'una trilogia de còmics escrita en italià per Matteo Strukul amb art d'Andrea Mutti.[38][39][40]
- El magna Vlad Drăculea (ヴラド・ドラクラ) (2017), és una sèrie de manga japonès escrita i dibuixada per Akiyo Ohkubo.

### Videojocs
- Vlad Tepes Dracula, un vídeojoc suec de 1997.[41]
- A Assassin's Creed: Revelations (2011), el protagonista Ezio Auditore ha de trobar la tomba de Vlad Țepeș, amb el seu crani i espasa dins.[42]
- El videojoc Age of Empires II: The Forgotten (2013) conté una campanya de cinc capítols que representa Dràcula, començant amb el seu conflicte amb Vladislau II i concloent amb una batalla contra Basarab Laiotă i altres forces otomanes.[43]